# 森田庄兵衛
森田 庄兵衛（もりた しょうべえ、1862年11月12日（文久2年9月21日）- 1924年（大正13年）11月5日）は、明治から大正期の実業家、政治家。貴族院多額納税者議員。

## 経歴
紀伊国伊都郡丁ノ町村（和歌山県伊都郡妙寺村、妙寺町を経て現かつらぎ町）で、酒造業・森田正治の長男として生まれる。1879年（明治12年）に上京して慶應義塾で学び、1882（明治15年）に帰郷した。父の隠居に伴い1883年（明治16年）4月に家督を相続した。
その後、英語、数学、漢学、修身、習字を教授する伊都郡自助私学校を設立し、夜間部も設け、英語教師に英文学者河島敬蔵を招き、地域の子弟の育成に貢献したが、1887年（明治20年）に閉校した。
実業界では、家業の酒造業を営み、伊都銀行頭取、和歌山県農工銀行取締役、四十三銀行監査役、紀陽新聞社社長、南海絹糸紡績社長などを務めた。
1909年（明治42年）に新和歌浦の観光開発を計画。和歌浦から雑賀崎にかけての45ヘクタールの山林を買収し、1910年（明治43年）周遊道路工事を着工し、15年をかけて周遊道路、第一と第二トンネル、仙集館、水族館を建設した。その後、第三トンネルを着工したが病のため完成を見ることはなかった。
1911年（明治44年）貴族院議員に互選され、同年9月29日から1918年（大正7年）9月28日まで在任した。